# Pallacanestro Brindisi 1983-1984
La Pallacanestro Brindisi 1983-1984, sponsorizzata Bartolini Trasporti prende parte al campionato italiano di Serie A2 pallacanestro. Sedici squadre in un girone unico nazionale. La Pallacanestro Brindisi con 17V e 13P, 2610 p realizzati e 2627 subiti, giunge 6ª.

## Storia
Vengono ceduti Claudio Malagoli alla Mens Sana Siena, Carlo Spillare alla Reyer Venezia e i rincalzi Grattagliano alla Tognana Monopoli, Lepore alla Rivestoni Bari e Patera alla Di Bella Brindisi; nel contempo dalla Tognana Monopoli viene acquistata la guardia Massimo Marchetti e vengono prelevati i giovanni Gennaro Palmieri da Sarno e Fabio Macchitella dal San Vito. Nel lato stranieri viene avvicendato Jim Grady passato al Malaga con Tony Zeno un'ala pivot statunitense di 2,03 proveniente dalla Arizona State University e che nell'ultimo anno aveva giocato con la Sebastiani Rieti. Miglior marcatore della stagione è Tony Zeno con 837 punti in 30 partite, seguito da Howard con 767 p. e Carmine Spinosa con 288 p. A livello Juniores la Bartolini Brindisi riesce a raggiungere, per il secondo anno consecutivo, le finali nazionali a Grado vinte dalla Jolly Colombani Cantù e dove perde la finale per il 5º posto contro la Indesit Caserta per 76-75

## Roster
| Pallacanestro Brindisi 1983/1984 | Pallacanestro Brindisi 1983/1984 |
| Giocatori                        | Staff tecnico                    |
| -------------------------------- | -------------------------------- |

| N. | Naz.                   | Ruolo | Nome                | Anno | Alt.   | Peso |  |
| -- | ---------------------- | ----- | ------------------- | ---- | ------ | ---- |  |
| 5  | Italia (bandiera)      | C     | Gennaro Palmieri    | 1967 | 208 cm |      |  |
| 6  | Italia (bandiera)      | P     | Francesco Fischetto | 1961 | 175 cm |      |  |
| 7  | Italia (bandiera)      | AG    | Giuseppe Cavaliere  | 1963 | 202 cm |      |  |
| 8  | Italia (bandiera)      | PG    | Alessandro Santoro  | 1965 | 184 cm |      |  |
| 11 | Italia (bandiera)      | A     | Marco Martin        | 1964 | 200 cm |      |  |
| 14 | Italia (bandiera)      | A     | Carmine Spinosa ()  | 1959 | 196 cm |      |  |
| 15 | Italia (bandiera)      | A     | Rocco Casalvieri    | 1965 | 201 cm |      |  |
| 16 | Italia (bandiera)      | C     | Giuseppe Natali     | 1961 | 205 cm |      |  |
| 18 | Stati Uniti (bandiera) | C     | Otis Howard         | 1956 | 204 cm |      |  |
| 19 | Stati Uniti (bandiera) | AG    | Tony Zeno           | 1957 | 205 cm |      |  |
| 20 | Italia (bandiera)      | AG    | Giovanni Ria        | 1966 | 200 cm |      |  |
|    | Italia (bandiera)      | G     | Massimo Marchetti   | 1961 | 195 cm |      |  |
|    | Italia (bandiera)      | A     | Francesco Scarlato  | 1966 | 198 cm |      |  |
|    | Italia (bandiera)      | G     | Vincenzo Stifani    | 1965 | 190 cm |      |  |

| Allenatore                             |
| - Elio Pentassuglia                    |
| Assistente/i                           |
| - Angelo Ciracì Legenda - (C) Capitano |

## Risultati

### Stagione regolare

#### Andata
| Arbitri: | Nuara (Genova) Campera (Genova) |

|                                  |            |                                   |
| Zeno 28, Fischetto 17, Howard 16 | Punti      | Hughes 26, Kupec 14, Campanaro 14 |
| Fischetto 3                      | Assist     | Campanaro 2                       |
| Howard 13                        | Rimbalzi   | Hughes 8                          |
| Elio Pentassuglia                | Allenatori | Gianfranco Benvenuti              |

| Arbitri: | Salmoiraghi (Castellanza) Pelliccioli (Bergamo) |

|                                    |            |                                |
| King 38, Ebeling 25, Albertazzi 12 | Punti      | Zeno 38, Howard 34, Spinosa 15 |
| Cantamessi 2                       | Assist     | Fischetto 7                    |
| King 11                            | Rimbalzi   | Howard 14                      |
| Marco Calamai                      | Allenatori | Elio Pentassuglia              |

| Arbitri: | Pinto (Roma) Rosi (Roma) |

|                               |            |                                      |
| Zeno 49, Howard 13, Natali 11 | Punti      | Williams 31, Douglas 31, Iacopini 18 |
| Fischetto 4                   | Assist     | Douglas 2                            |
| Zeno 9                        | Rimbalzi   | Williams 13                          |
| Elio Pentassuglia             | Allenatori | Rudy D'Amico                         |

| Arbitri: | Duranti (Pisa) Chilà (Reggio Calabria) |

|                                 |            |                                |
| Rigo 22, Shelton 20, Collins 19 | Punti      | Howard 25, Zeno 21, Spinosa 19 |
| Shelton, Di Costa 5             | Assist     | Fischetto, Zeno 5              |
| Rigo 10                         | Rimbalzi   | Howard 15                      |
| Claudio Bardini                 | Allenatori | Elio Pentassuglia              |

| Arbitri: | Zeppilli (Roseto) Bellisari (Roseto) |

|                                  |            |                                       |
| Howard 28, Zeno 22, Fischetto 15 | Punti      | Brumatti 23, Hackett 22, Montecchi 13 |
| Fischetto 4                      | Assist     | Hackett 2                             |
| Howard, Zeno 7                   | Rimbalzi   | Bouie 12                              |
| Elio Pentassuglia                | Allenatori | Gianfranco Lombardi                   |

| Arbitri: | Teofili (Roma) Nuara (Genova) |

|                                   |            |                                  |
| Smith 37, Thomas 33, Cafarelli 11 | Punti      | Howard 29, Zeno 24, Fischetto 19 |
| Thomas 2                          | Assist     | Fischetto 2                      |
| Smith 10                          | Rimbalzi   | Howard 11                        |
| Silvio Bertacchi                  | Allenatori | Elio Pentassuglia                |

| Arbitri: | Cazzaro (Venezia) Zanettini (Vicenza) |

|                                  |            |                                  |
| Cecchini 19, Sims 16, Mossali 10 | Punti      | Zeno 26, Fischetto 14, Howard 11 |
| Benatti 3                        | Assist     | Fischetto 3                      |
| Sims 20                          | Rimbalzi   | Zeno 9                           |
| Piero Pasini                     | Allenatori | Elio Pentassuglia                |

| Arbitri: | Maurizzi (Bologna) Pigozzi (Bologna) |

|                                |            |                                  |
| Zeno 40, Howard 23, Spinosa 11 | Punti      | Lorenzon 24, Milani 24, Hardy 14 |
| Howard 4                       | Assist     |                                  |
| Zeno 13                        | Rimbalzi   | Hardy 14                         |
| Elio Pentassuglia              | Allenatori | Lajos Tóth                       |

| Arbitri: | Paronelli (Gavirate) Casamassima (Cantù) |

|                                    |            |                                  |
| Solomon 24, Jones 23, Ferracini 10 | Punti      | Howard 24, Fischetto 19, Zeno 16 |
| Melillo, Marietta 2                | Assist     | Fischetto 3                      |
| Jones 10                           | Rimbalzi   | Howard 10                        |
| Mauro Di Vincenzo                  | Allenatori | Elio Pentassuglia                |

| Arbitri: | Baldini (Firenze) Baldi (Napoli) |

|                               |            |                                      |
| Zeno 38, Howard 31, Martin 11 | Punti      | Byrnes 31, Johnstone 26, Gregorat 13 |
| Fischetto 3                   | Assist     | Byrnes, Pastorello 2                 |
| Howard 13                     | Rimbalzi   | Johnstone 11                         |
| Elio Pentassuglia             | Allenatori | Bruno Arrigoni                       |

| Arbitri: | Albanesi (Busto Arsizio) Butti (Milano) |

|                                             |            |                                  |
| Dell'Agnello 17, Visigalli 14, Gondrezick 8 | Punti      | Howard 25, Zeno 22, Fischetto 19 |
| Beal 3                                      | Assist     | Fischetto 5                      |
| Gondresick 8                                | Rimbalzi   | Howard 16                        |
| Claudio Vandoni                             | Allenatori | Elio Pentassuglia                |

| Arbitri: | Gorlato (Udine) Deganutti (Udine) |

|                                |            |                                   |
| Zeno 28, Howard 23, Spinosa 16 | Punti      | Barraco 22, Vroman 22, Tomassi 18 |
| Fischetto 4                    | Assist     | Barraco 5                         |
| Howard 17                      | Rimbalzi   | Lawrence 12                       |
| Elio Pentassuglia              | Allenatori | Jim McGregor                      |

| Arbitri: | Rotondo (Bologna) Dal Fiume (Imola) |

|                               |            |                                 |
| Howard 26, Zeno 19, Spinosa 9 | Punti      | Bantom 34, Pucci 19, Malagoli 6 |
| Fischetto 3                   | Assist     | Bantom 4                        |
| Howard 11                     | Rimbalzi   | Bantom 11                       |
| Elio Pentassuglia             | Allenatori | Antonio Zorzi                   |

| Arbitri: | Pallonetto (Napoli) Giordano (Napoli) |

|                                   |            |                                  |
| Sappleton 32, Riley 26, Sanesi 14 | Punti      | Zeno 28, Howard 18, Fischetto 18 |
| Sanesi 6                          | Assist     | Fischetto 3                      |
| Sappleton 19                      | Rimbalzi   | Howard 13                        |
| Alessandro Cordoni                | Allenatori | Elio Pentassuglia                |

| Arbitri: | Albanesi (Busto Arsizio) Butti (Milano) |

|                                |            |                                 |
| Howard 25, Spinosa 16, Zeno 14 | Punti      | Allen 22, Bini 16, Pondexter 11 |
| Zeno, Santoro 3                | Assist     | Grattoni, Bortolini 1           |
| Howard 13                      | Rimbalzi   | Allen 9                         |
| Elio Pentassuglia              | Allenatori | Waldi Medeot                    |

#### Ritorno
| Arbitri: | Gorlato (Udine) Nadalutti (Udine) |

|                                   |            |                                |
| Hughes 33, Campanaro 24, Kupec 24 | Punti      | Howard 20, Zeno 17, Santoro 12 |
| Campanaro 8                       | Assist     | Zeno, Howard 1                 |
| Campanaro 7                       | Rimbalzi   | Zeno, Howard 5                 |
| Gianfranco Benvenuti              | Allenatori | Elio Pentassuglia              |

| Arbitri: | Tallone (Varese) Marotto (Torino) |

|                                |            |                                    |
| Zeno 37, Howard 25, Spinosa 14 | Punti      | Ebeling 31, King 31, Cantamessi 12 |
| Santoro 5                      | Assist     | Cantamessi 2                       |
| Howard 17                      | Rimbalzi   | King 14                            |
| Elio Pentassuglia              | Allenatori | Marco Calamai                      |

| Arbitri: | Salmoiraghi Pelliccioli |

|                                        |            |                               |
| Douglas 31, Williams 30, Bergonzoni 12 | Punti      | Howard 30, Zeno 23, Spinosa 8 |
| Douglas, Zatti 2                       | Assist     | Zeno 4                        |
| Williams 16                            | Rimbalzi   | Zeno 16                       |
| Francesco Zucchini                     | Allenatori | Elio Pentassuglia             |

| Arbitri: | Martolini (Roma) Grotti (Pineto) |

|                                  |            |                                   |
| Howard 26, Zeno 22, Cavaliere 16 | Punti      | Shelton 29, Collins 17, Fabris 14 |
| Fischetto 5                      | Assist     | Collins 2                         |
| Howard 17                        | Rimbalzi   | Shelton 11                        |
| Elio Pentassuglia                | Allenatori | Claudio Bardini                   |

| Arbitri: | Gorlato (Udine) Zanettini (Vicenza) |

|                                         |            |                                |
| Rustichelli 20, Hackett 18, Brumatti 15 | Punti      | Howard 30, Zeno 18, Spinosa 10 |
| Montecchi 3                             | Assist     | Howard, Fischetto 2            |
| Hackett 7                               | Rimbalzi   | Howard 10                      |
| Gianfranco Lombardi                     | Allenatori | Elio Pentassuglia              |

| Arbitri: | Pinto (Roma) Bianchi (Roma) |

|                                  |            |                                 |
| Howard 40, Zeno 27, Fischetto 11 | Punti      | Smith 40, Thomas 24, Polloni 16 |
| Fischetto 5                      | Assist     | Thomas 1                        |
| Howard 14                        | Rimbalzi   | Thomas 13                       |
| Elio Pentassuglia                | Allenatori | Silvio Bertacchi                |

| Arbitri: | Bollettini (Venezia) Cazzaro (Venezia) |

|                                 |            |                                   |
| Zeno 30, Howard 24, Fischetto 8 | Punti      | Ottaviani 20, Sims 19, Wansley 12 |
| Fischetto 6                     | Assist     | Benatti, Wansley 1                |
| Howard 15                       | Rimbalzi   | Sims 9                            |
| Elio Pentassuglia               | Allenatori | Piero Pasini                      |

| Arbitri: | Maggiore (Roma) Grotti (Pineto) |

|                                     |            |                               |
| Dalipagic 28, Hardy 27, Lorenzon 25 | Punti      | Zeno 31, Howard 29, Natali 15 |
| Hardy 4                             | Assist     | Fischetto 3                   |
| Hardy 14                            | Rimbalzi   | Howard 12                     |
| Lajos Tóth                          | Allenatori | Elio Pentassuglia             |

| Arbitri: | Gorlato (Udine) Nadalutti (Udine) |

|                               |            |                                   |
| Howard 33, Zeno 26, Natali 14 | Punti      | Solomon 20, Marietta 19, Jones 16 |
| Fischetto 12                  | Assist     | Pressacco 1                       |
| Zeno 9                        | Rimbalzi   | Solomon 9                         |
| Elio Pentassuglia             | Allenatori | Mauro Di Vincenzo                 |

| Arbitri: | Pinto (Roma) Ardone (Pesaro) |

|                                      |            |                                  |
| Byrnes 23, Gregorat 20, Johnstone 18 | Punti      | Zeno 38, Howard 22, Fischetto 13 |
| Anconetani 7                         | Assist     | Fischetto 7                      |
| Johnstone 10                         | Rimbalzi   | Howard 12                        |
| Bruno Arrigoni                       | Allenatori | Elio Pentassuglia                |

| Arbitri: | Giordano (Napoli) Baldi (Napoli) |

|                                  |            |                                         |
| Howard 37, Spinosa 22, Natali 20 | Punti      | Gondrezick 31, Dell'Agnello 24, Rodà 17 |
| Fischetto 6                      | Assist     | Gondrezick 4                            |
| Howard 13                        | Rimbalzi   | Beal 11                                 |
| Elio Pentassuglia                | Allenatori | Bruno Boero                             |

| Arbitri: | Maurizi (Bologna) Pigozzi (Bologna) |

|                                    |            |                                |
| Vroman 20, Lawrence 15, Tomassi 12 | Punti      | Howard 32, Zeno 28, Spinosa 10 |
| Barraco 4                          | Assist     | Fischetto 3                    |
| Vroman 13                          | Rimbalzi   | Howard 17                      |
| Jim McGregor                       | Allenatori | Elio Pentassuglia              |

| Arbitri: | Bollettini (Venezia) Cazzaro (Venezia) |

|                                  |            |                               |
| Malagoli 38, Bantom 22, Bucci 20 | Punti      | Zeno 43, Fischetto, Howard 14 |
| Bucci, Bantom 2                  | Assist     | Fischetto 4                   |
| Bantom 14                        | Rimbalzi   | Zeno 13                       |
| Antonio Zorzi                    | Allenatori | Elio Pentassuglia             |

| Arbitri: | Maurizi (Bologna) Pigozzi (Bologna) |

|                                  |            |                                  |
| Howard 28, Zeno 27, Marchetti 10 | Punti      | Sappleton 28, Riley 28, Ferro 16 |
| Fischetto 5                      | Assist     | Sanesi 4                         |
| Howard 15                        | Rimbalzi   | Riley, Sappleton 11              |
| Elio Pentassuglia                | Allenatori | Nico Messina                     |

| Arbitri: | Pinto (Roma) Fiorito (Roma) |

|                                     |            |                   |
| Allen 31, Grattoni 22, Pondexter 14 | Punti      | Zeno 37, Natali 8 |
| Grattoni 3                          | Assist     | Fischetto 1       |
| Allen 23                            | Rimbalzi   | Zeno 14           |
| Waldi Medeot                        | Allenatori | Elio Pentassuglia |

### Coppa Italia

#### Girone 8
| Arbitri: | Bellisari (Roseto) Zeppilli (Roseto) |

|                                  |            |                                  |
| Zeno 24, Howard 18, Fischetto 14 | Punti      | Hughes 30, Kupec 17, Battisti 14 |
| Elio Pentassuglia                | Allenatori | Gianfranco Benvenuti             |

| Arbitri: | Guglielmo (Messina) Chilà (Reggio Calabria) |

|                                  |            |                                    |
| Zeno 28, Howard 27, Fischetto 14 | Punti      | Johnson 20, Woods 18, Gelsomini 14 |
| Elio Pentassuglia                | Allenatori | Arnaldo Taurisano                  |

| Arbitri: | Montella (Napoli) Volpi (Napoli) |

|                                   |            |                                  |
| Campanaro 32, Hughes 27, Kupec 26 | Punti      | Zeno 26, Martin 18, Fischetto 14 |
| Gianfranco Benvenuti              | Allenatori | Elio Pentassuglia                |

| Arbitri: | Di Lella (Roma) Vassallo (Roma) |

|                                    |            |                                  |
| Johnson 31, Gelsomini 22, Woods 19 | Punti      | Howard 28, Zeno 26, Fischetto 14 |
| Arnaldo Taurisano                  | Allenatori | Elio Pentassuglia                |

### Statistiche di squadra
| Competizione | Punti | In casa | In casa | In casa | In casa | In casa | In trasferta | In trasferta | In trasferta | In trasferta | In trasferta | Totale | Totale | Totale | Totale | Totale | Totale |
| Competizione | Punti | G       | V       | P       | PF      | PS      | G            | V            | P            | PF           | PS           | G      | V      | P      | PF     | PS     | DIF    |
| ------------ | ----- | ------- | ------- | ------- | ------- | ------- | ------------ | ------------ | ------------ | ------------ | ------------ | ------ | ------ | ------ | ------ | ------ | ------ |
| Serie A/2    | 34    | 15      | 11      | 4       | 1334    | 1289    | 15           | 6            | 9            | 1276         | 1338         | 30     | 17     | 13     | 2610   | 2627   | -17    |
| Coppa Italia | 2     | 2       | 1       | 1       | 149     | 151     | 2            | 0            | 2            | 178          | 219          | 4      | 1      | 3      | 327    | 370    | -43    |
| Totale       | 36    | 17      | 12      | 5       | 1483    | 1440    | 17           | 6            | 11           | 1454         | 1557         | 36     | 18     | 16     | 2937   | 2997   | -60    |

### Statistiche dei giocatori
| Giocatore      | Generali | Generali | Generali | Generali | Tiri liberi | Tiri liberi | Tiri liberi | Tiri da sotto | Tiri da sotto | Tiri da sotto | Tiri da fuori | Tiri da fuori | Tiri da fuori | Tiri Totale | Tiri Totale | Tiri Totale | Rimbalzi | Rimbalzi | Rimbalzi | Palle | Palle | Stoppate | Stoppate | Val    | Medie | Medie |
| Giocatore      | PG       | PTI      | MIN      | AS       | Rea         | Ten         | %           | Rea           | Ten           | %             | Rea           | Ten           | %             | Rea         | Ten         | %           | Dif      | Off      | Tot      | Per   | Rec   | Dat      | Sub      | Totale | Pun   | Val   |
| -------------- | -------- | -------- | -------- | -------- | ----------- | ----------- | ----------- | ------------- | ------------- | ------------- | ------------- | ------------- | ------------- | ----------- | ----------- | ----------- | -------- | -------- | -------- | ----- | ----- | -------- | -------- | ------ | ----- | ----- |
| T. Zeno        | 30       | 837      | 1194     | 36       | 139         | 183         | 76,0        | 159           | 241           | 66,0          | 190           | 421           | 45,1          | 349         | 662         | 52,7        | 178      | 100      | 278      | 87    | 73    | 27       | 8        | 799    | 27,9  | 26,6  |
| O.Howard       | 30       | 767      | 1182     | 31       | 105         | 184         | 57,1        | 307           | 455           | 67,5          | 24            | 74            | 32,4          | 331         | 529         | 62,6        | 219      | 133      | 352      | 139   | 83    | 24       | 13       | 828    | 25,6  | 27,6  |
| C. Spinosa     | 29       | 288      | 962      | 27       | 46          | 75          | 61,3        | 47            | 97            | 48,5          | 74            | 189           | 39,2          | 121         | 286         | 42,3        | 51       | 31       | 82       | 72    | 50    | 1        | 17       | 165    | 9,9   | 5,7   |
| F. Fischetto   | 26       | 273      | 961      | 109      | 59          | 76          | 77,6        | 36            | 58            | 52,1          | 71            | 133           | 53,4          | 107         | 191         | 56,0        | 54       | 13       | 67       | 87    | 68    | 0        | 7        | 322    | 10,5  | 12,4  |
| G. Natali      | 30       | 154      | 527      | 5        | 24          | 43          | 55,8        | 57            | 88            | 64,8          | 8             | 20            | 40,0          | 65          | 108         | 60,2        | 28       | 21       | 49       | 41    | 14    | 2        | 7        | 114    | 5,1   | 3,8   |
| G. Cavaliere   | 28       | 107      | 563      | 1        | 15          | 23          | 65,2        | 31            | 61            | 50,8          | 15            | 48            | 31,2          | 46          | 109         | 42,2        | 35       | 39       | 74       | 35    | 10    | 4        | 6        | 84     | 3,8   | 3,0   |
| M. Martin      | 30       | 75       | 285      | 5        | 17          | 27          | 63,0        | 20            | 33            | 60,6          | 9             | 36            | 25,0          | 29          | 69          | 42,0        | 20       | 16       | 36       | 23    | 17    | 1        | 4        | 57     | 2,5   | 1,9   |
| A. Santoro     | 28       | 55       | 225      | 12       | 13          | 17          | 76,5        | 9             | 21            | 42,9          | 12            | 28            | 42,9          | 21          | 49          | 42,9        | 12       | 4        | 16       | 24    | 10    | 0        | 3        | 34     | 2,0   | 1,2   |
| M. Marchetti   | 27       | 49       | 142      | 3        | 5           | 10          | 50,0        | 4             | 12            | 33,3          | 18            | 43            | 41,9          | 22          | 55          | 40,0        | 3        | 8        | 11       | 16    | 6     | 0        | 2        | 13     | 1,8   | 0,5   |
| R. Casalvieri  | 26       | 5        | 25       | 0        | 1           | 2           | 50,0        | 1             | 2             | 50,0          | 1             | 5             | 20,0          | 2           | 7           | 28,6        | 0        | 0        | 0        | 0     | 2     | 0        | 1        | 0      | 0,2   | 0,0   |
| F. Macchitella | 6        | 0        | 7        | 0        | 0           | 0           | 0           | 0             | 0             | 0             | 0             | 0             | 0             | 0           | 0           | 0           | 0        | 0        | 0        | 2     | 0     | 0        | 0        | -2     | 0     | 0     |
| F. Scarlato    | 3        | 0        | 1        | 0        | 0           | 0           | 0           | 0             | 0             | 0             | 0             | 0             | 0             | 0           | 0           | 0           | 0        | 0        | 0        | 0     | 0     | 0        | 0        | 0      | 0     | 0     |
| V. Stifani     | 2        | 0        | 1        | 0        | 0           | 0           | 0           | 0             | 0             | 0             | 0             | 0             | 0             | 0           | 0           | 0           | 0        | 0        | 0        | 1     | 0     | 0        | 0        | -1     | 0     | 0     |
| Squadra        | 30       | 0        | 0        | 0        | 0           | 0           | 0           | 0             | 0             | 0             | 0             | 0             | 0             | 0           | 0           | 0           | 63       | 177      | 240      | 12    | 206   | 0        | 0        | 434    | 0     | 0     |
| TOTALE SQUADRA | 30       | 2610     | 6075     | 229      | 424         | 640         | 66,2        | 671           | 1068          | 62,8          | 422           | 997           | 42,3          | 1093        | 2065        | 52,9        | 663      | 542      | 1205     | 538   | 539   | 59       | 68       | 2847   | 87,0  | 94,9  |

## Fonti
La Gazzetta del Mezzogiorno, Superbasket edizione 1983-84